# La Vie en rose
La Vie en rose («Жизнь в розовом цвете», «Жизнь сквозь розовые очки») — песня Луи Гульельми (Луиги), ставшая визитной карточкой французской певицы Эдит Пиаф, которая написала к ней слова. Впервые исполнена в 1946 году.
Инструментальная версия в исполнении Луи Армстронга стала джазовым стандартом. Помимо Пиаф, песню исполняли Одри Хепбёрн, Марлен Дитрих, Мирей Матьё, Патрисия Каас, Грейс Джонс, Донна Саммер, Игги Поп, Сара Монтьель, Дин Мартин, Леди Гага, Мадонна и многие другие популярные вокалисты. Она прозвучала во множестве фильмов — начиная с классических лент «Страх сцены» (1950), «Сабрина» (1954), «Касабланка — гнездо шпионов» (1963), «Как я встретил Вашу маму» (2005). В 1998 г. мелодия была занесена в зал славы премии «Грэмми».
Слова песни обыгрываются в названии бельгийского фильма «Моя жизнь в розовом цвете» и фильма-биографии Эдит Пиаф, «Жизнь в розовом цвете», за который актриса Марион Котийяр получила премию «Оскар».